# Radio 2 Zendtijdprijs
Der Radio 2 Zendtijdprijs (deutsch Radio 2 Sendezeit Preis) war von 2000 bis 2008 ein niederländischer Musikpreis der Stiftung Buma Cultuur in Zusammenarbeit mit dem nationalen niederländischen Radiosender NPO Radio 2 verliehen wurde.
Er wurde an Künstler verliehen, die über einen längeren Zeitraum am häufigsten auf dem niederländischen Radiosender Radio 2 zu hören waren und daher eine große und nachhaltige Bedeutung für die niederländische Musik hatten. Die Verleihung erfolgte im Rahmen der „Gala van het Nederlandse Lied“ (deutsch Gala des niederländischen Liedes).

## Preisträger
- 2000: Boudewijn de Groot
- 2001: Rob de Nijs
- 2002: Herman van Veen
- 2003: Ramses Shaffy
- 2004: Frank Boeijen
- 2005: Willeke Alberti
- 2006: Marco Borsato
- 2007: Peter Koelewijn
- 2008: Frits Spits